# Elisabeth Jenewein

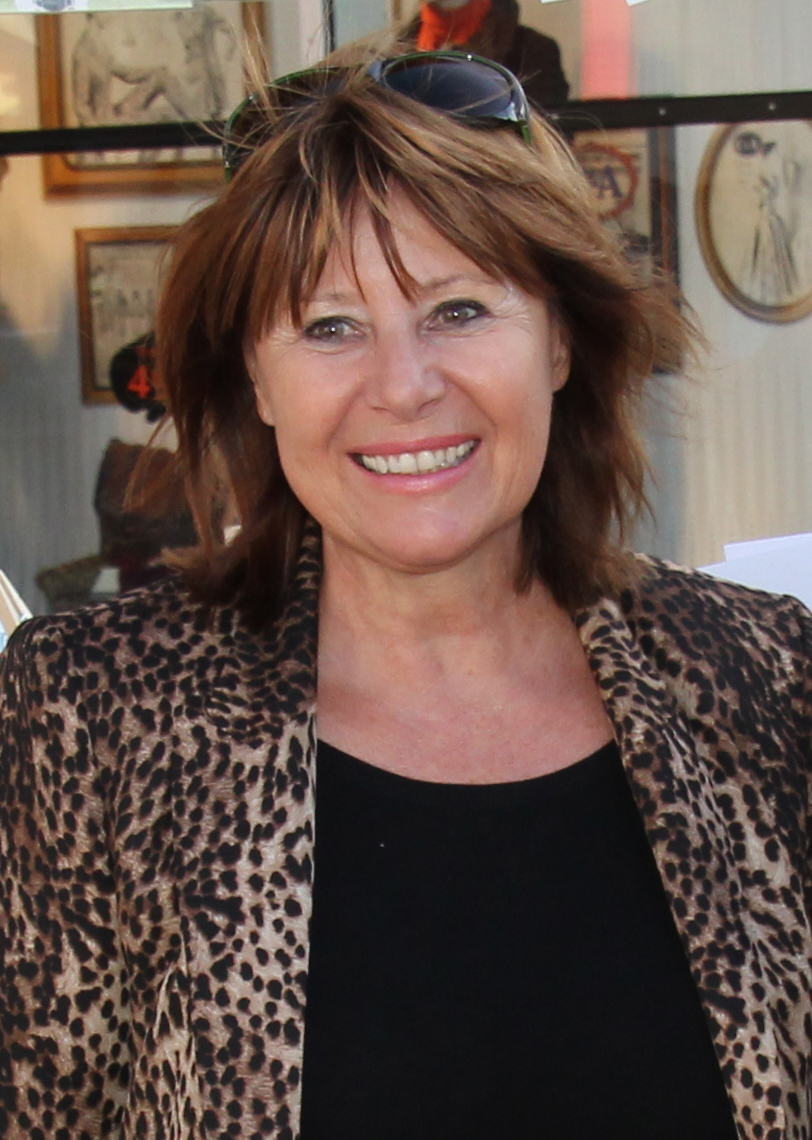
Lisa Jenewein 2011

Elisabeth „Lisa“ Jenewein (* 18. Oktober 1951 in Graz) ist eine österreichische Politikerin (SPÖ). Jenewein ist seit 2008 Abgeordnete zum Tiroler Landtag.
Jenewein besuchte zwischen 1957 und 1965 die Volks- und Hauptschule und absolvierte danach von 1965 bis 1970 ein Bundesoberstufenrealgymnasium. Sie ist seit 1978 als freischaffende Künstlerin (Keramikerin) tätig, war zudem von 1987 bis 1990 als Kindergartenhelferin beschäftigt und arbeitete zwischen 1996 und 2008 als VHS-Zweigstellenleiterin. 
Jenewein ist seit 1992 Mitglied des Gemeinderates von Matrei am Brenner und wurde 1998 zur SPÖ-Listenführerin der Gemeinde gewählt. Zudem ist sie seit 2006 Vorsitzende der SPÖ-Bezirksfrauen im Bezirk Innsbruck-Land und vertritt die SPÖ seit dem 1. Juli 2008 im Tiroler Landtag. Innerhalb des SPÖ-Landtagsklubs hat Jenewein die Funktion der Bereichssprecherin für Jugend, Familie und Kinderbetreuung, Kunst und Kultur sowie Migration und Integration inne.
Jenewein lebt in Matrei am Brenner, ist verheiratet und Mutter zweier Kinder. 